# Parco naturale Vedrette di Ries-Aurina
Il parco naturale Vedrette di Ries-Aurina (Naturpark Rieserferner-Ahrn in tedesco) è un'area naturale protetta istituita nel 1988, su un territorio con una superficie di 31.505 ettari appartenente a 6 comuni in Alto Adige.

## Territorio
Forma un comprensorio unico col parco nazionale Alti Tauri in Austria formando un'area protetta di 2.457 km² costituendo la più estesa area tutelata d'Europa.
È delimitato a nord-ovest dal fondovalle della Valle Aurina, ad est fino al passo Stalle dal confine di Stato, a sud-est dalla valle di Anterselva e a sud dalla val Pusteria. È un ambiente costituito da laghi alpini, come il lago di Anterselva, cascate, e monti come la Finestra dei Tauri e le Vedrette di Ries.

## Comuni del parco
- Gais
- Perca
- Campo Tures
- Valle Aurina
- Predoi
- Casere
- Rasun Anterselva

## Fauna
La fauna è ricca: tra gli uccelli si trovano l'aquila reale, il falco pellegrino e il gufo reale, e anche lucherini e crocieri. Tra i mammiferi, la marmotta, gli scoiattoli, il camoscio e la volpe.

## Flora
La flora è costituita da salice nano, abete rosso, larice, pino cembro, mugo, primula glutinosa.
La torbiera di Rasun (Anterselva), che occupa circa 20 ettari all'interno del parco, ospita l'unica stazione italiana dell'orchidea Malaxis paludosa, specie localmente in pericolo critico di estinzione.

## Luoghi d'interesse
- Biotopo Torbiera di Rasun

## Strutture ricettive
Il centro informativo del parco ha sede a Casere di Predoi, il centro visite ha sede a Campo Tures. È gestito dalla provincia di Bolzano.
- Rifugio Roma alle Vedrette di Ries